# Sant Feliu de Bonestarre
Sant Feliu de Bonestarre és una església romànica de Vall de Cardós (Pallars Sobirà) inclosa a l'Inventari del Patrimoni Arquitectònic de Catalunya.

## Emplaçament
Les ruïnes de l'esglèsia de Sant Feliu són al cim d'un esperó rocallós que domina el congost que forma el riu d'Estaon quan arriba a la vall del riu de Cardós, aigües amunt del poble de Ribera, just al costat de l'antic camí de Bonestarre a ribera de Cardós. Mapa: 34-9 (182) Situació: 31TCH541151 

## Descripció
Església romànica de planta rectangular, una sola nau i absis semicircular, segurament coberta amb un embigat amb encavalcades, ja que el mur del gruix ho fa pensar. Té la porta a ponent i restes d'una finestreta en el mur de migdia, propera a l'absis. Actualment està molt ensorrada, només es conserven uns dos metres de mur. L'absis pràcticament no es veu perquè està cobert per la runa.
Petita església d'una sola nau, sense absis, amb porta d'accés en el lateral i un petit òcul sota el pinyó de la coberta a dues vessants de llicorella. Presenta una espadanya amb dos arquets de mig punt amb la data de 1826 gravada, quan fou reformada.
L'aparell presenta dues fases o tipologies constructives en els murs de la nau, que fins a mitjana alçada és de carreu de pedra llosenca, allargat, molt ben disposat en filades uniformes, i juntes plenes a vessar de morter de calç,treballades amb paleta; en canvi, a la part alta dels murs de l'aparell és molt més irregular sense l'horitzontabilitat de peces quec aracteritza la part baixa dels murs i sense que les juntes vessin, i amb la presència, sobretot al mur sud, de filades de grans blocs,només polits per la cara externa i sense escairar.
La part baixa dels paraments evoca poderosament les formules constructives pròpies de l'arquitectura del segle xi, mentre que la part alta sembla més propera a formes rurals més tardanes,en una obra que probablement fou inacabada en el seu primer procés constructiu, i represa més tard o almenys de manera mes descurada.
Cal assenyalar la presencia en l'interior del mur nord de la nau d'una creu dibuixada, amb morter de calç, sobre un carreu de la part baixa del mur.

## Història
L'església de Sant Feliu, actualment inclosa dins del terme de Surri, sembla que abans estava vinculada al lloc de Bonestarre, i no sols per la tradició oral d'anomenar-la Sant Feliu de Bonestarre, sinó també per la seva posició geogràfica i la seva situació sobre el camí que, fins èpoques recents, unia el poble de Bonestarre amb la Ribera de Cardós, mentre que Surri i el camí que hi mena són situats a l'altre costat del riu d'Estaon.
Tanmateix, no es disposa de cap noticia que permeti establir la història o les vinculacions d'aquesta església de factura clarament alt-medieval, construïda en una posició molt estratègica,i es fa difícil identificar-la amb l'església de Sant Julià de Surri esmentada en el llibre de la dècima del bisbat d'Urgell del 1391.